# Give Life Back to Music
Singles de Daft Punk
Instant Crush
(2013) Gust Of Wind
(2014)
Give Life Back to Music est une chanson du groupe français de musique électronique Daft Punk. C'est le cinquième single de l'album Random Access Memories sorti en 2014. Nile Rodgers et Paul Jackson, Jr. ont participé à cette chanson en jouant de la guitare.

## Production
« Une des ambitions de ce disque [Random Access Memories] est d’apporter à la fois quelque chose de léger et d’élégant. Ici, c'est John Robinson Jr qui joue de la batterie. Il était présent sur Off the Wall, l’album de Michael Jackson. Ce qui est fantastique dans une performance comme la sienne, c’est l’infinité des nuances possibles : quelque chose dont nous n’avions pas l’habitude avec la programmation électronique… Les disques produits par Quincy Jones nous ont toujours fascinés par leur précision ultime qui n’a jamais été atteinte par quelque technologie que ce soit. C’est un peu la différence fondamentale entre Thriller et Bad. Dans ce dernier, les titres sont d’un très haut niveau, mais les performances y sont moins nuancées. »

— Daft Punk

## Classements

### Classement hebdomadaire
| Classement (2013-2014)                      | Meilleure position |
| ------------------------------------------- | ------------------ |
| Belgique (Ultratop Dance Bubbling Under)    | 11                 |
| Danemark (Tracklisten)                      | 12                 |
| France (SNEP)                               | 23                 |
| Japon (Hot 100)                             | 77                 |
| Corée du Sud (Gaon International Chart)     | 4                  |
| Suède (Sverigetopplistan)                   | 35                 |
| Suisse (Schweizer Hitparade)                | 58                 |
| États-Unis - Bubbling Under Hot 100 Singles | 13                 |
| États-Unis - Dance/Electronic Songs         | 18                 |

### Classement annuel
| Classement (2013)                       | Position |
| --------------------------------------- | -------- |
| Corée du Sud (Gaon International Chart) | 151      |

## Crédits
- Daft Punk – réalisation artistique, chant, synthétiseur modulaire[12]
- Chilly Gonzales – clavier
- Paul Jackson, Jr. – guitare
- Nile Rodgers – guitare
- Greg Leisz – pedal steel guitar
- Chris Caswell – clavier
- Nathan East – basse
- John « JR » Robinson – batterie
- Quinn – percussions